# FOXlife
FOXlife is een televisienetwerk van de Fox Broadcasting Company dat uitzendt in Latijns-Amerika, Europa en Japan.
De zender zendt vooral televisieseries uit waarvan sommigen als eerste in een bepaalde regio.
In Nederland en België is de zender op 7 september 2009 van start gegaan. In Nederland was de zender opgenomen in het digitale pakket van CanalDigitaal (familiepakket), UPC (Royalpakket), Ziggo en Delta (Pluspakket) en in België via Telenet (Play More) en TV Vlaanderen (Basic).
De Belgische versie van de zender verdween uit het aanbod van TV Vlaanderen en CanalDigitaal in augustus 2013, en stopte helemaal op 22 september 2015.
FOX International Channels Benelux stopte op 31 december 2016 met de distributie van tv-kanaal FOXlife. Hierdoor verdwijnt de zender per 2017 bij alle Nederlandse tv-aanbieders.

## Programma's in Nederland en België
Referentie:
| - Bedlam - Being Human - The Big C - Boston Legal - The Bridge - Brothers & Sisters - Chicago Fire - Close Up - The Comeback - Commander In Chief - Crash - Da Vinci Demons - Damages - Dinner Party Wars - Dirty Dancing: Living The Dream - Dirty Dancing: The Time Of Your Life - Epic - Episodes - Fat Actress - Free Radio - Gilmore Girls - Go Girls - Head Case - Iconoclasts - In Treatment - Inside The Actors Studio - Joan & Melissa: Joan Knows Best? - The Killing - La Femme Nikita - Look-A-Like | - The Life We Lead - Life with La Toya - Man Up - Meet the Russians - Mental - The Mindy Project - Most Valued Player - Mutual Friends - The New Adventures of Old Christine - Nip/Tuck - Nurse Jackie - Outnumbered - Party Down - Plastic Makes Perfect - Pretty Hurts - Push Girls - Shear Genius - Secret Diary of a Call Girl - Secret Life of Us - The Simpsons - Sophie - Tell Me You Love Me - Third Watch - Tori & Dean: Inn Love - Touch - True Blood - Ugly Betty - Veronica Mars - Vermist - The Walking Dead |